# جایزه بزرگ عربستان سعودی ۲۰۲۳
جایزه بزرگ عربستان سعودی ۲۰۲۳ (به طور رسمی با عنوان جایزه بزرگ فرمول ۱ STC عربستان سعودی ۲۰۲۳ شناخته می شود) یک مسابقه اتومبیلرانی از سری مسابقات فرمول یک بود که در ۱۹ مارس ۲۰۲۳ در پیست خیابانی جده در جده، عربستان سعودی برگزار شد. این مسابقه دومین دور از مسابقات فرمول یک فصل ۲۰۲۳ بود.

## تاریخچه
این پیست به عنوان سریع‌ترین پیست خیابانی در فرمول یک شناخته می‌شود، همچنین سومین پیست طولانی در تقویم فرمول یک بعد از پیست اسپا-فرانکورشان و پیست استریپ لاس وگاس است. این مسیر دارای سه منطقه ذی‌آراس متوالی است.
این پیست در جده در مجاورت دریای سرخ واقع شده است. این مدار توسط کارستن تیلکه، پسر طراح معروف پیست ها موتوراسپرت، هرمان تیلکه، طراحی شده است.
در نوامبر ۲۰۲۲، جده میزبان مسابقه اخر فصل مسابقات جهانی خودروهای تور ۲۰۲۲ بود که در مسیر کوتاه تری در این پیست برگزار شد.